# Liste der Kulturdenkmäler in Nüst (Hünfeld)
Die folgende Liste enthält die in der Denkmaltopographie ausgewiesenen Kulturdenkmäler auf dem Gebiet des Ortsteils Nüst der  Stadt Hünfeld, Landkreis Fulda, Hessen.
Hinweis: Die Reihenfolge der Denkmäler in dieser Liste orientiert sich an der Anschrift, alternativ ist sie auch nach der Bezeichnung, der vom Landesamt für Denkmalpflege vergebenen Nummer oder der Bauzeit sortierbar.
Kulturdenkmäler werden fortlaufend im Denkmalverzeichnis des Landes Hessen durch das Landesamt für Denkmalpflege Hessen auf Basis des Hessischen Denkmalschutzgesetzes (HDSchG) geführt. Die Schutzwürdigkeit eines Kulturdenkmals hängt nicht von der Eintragung in das Denkmalverzeichnis des Landes Hessen oder der Veröffentlichung in der Denkmaltopographie ab.

Das Vorhandensein oder Fehlen eines Objekts in dieser Liste ist keine rechtsverbindliche Auskunft darüber, ob es Kulturdenkmal ist oder nicht: Diese Liste entspricht möglicherweise nicht dem aktuellen Stand der offiziellen Denkmaltopographie. Diese ist für Hessen in den entsprechenden Bänden der Denkmaltopographie Bundesrepublik Deutschland und im Internet unter DenkXweb – Kulturdenkmäler in Hessen einsehbar. Auch diese Quellen sind, obwohl sie durch das Landesamt für Denkmalpflege Hessen aktualisiert werden, nicht immer aktuell, da es im Denkmalbestand immer wieder Änderungen gibt.
Eine verbindliche Auskunft erteilt allein das Landesamt für Denkmalpflege Hessen.
Nutze diese Kartenansicht, um Koordinaten in der Liste zu setzen. In dieser Kartenansicht sind Kulturdenkmale ohne Koordinaten mit einem roten bzw. orangen Marker dargestellt und können in der Karte gesetzt werden. Kulturdenkmale ohne Bild sind mit einem blauen bzw. roten Marker gekennzeichnet, Kulturdenkmale mit Bild mit einem grünen bzw. orangen Marker.
| Bild                         | Bezeichnung                  | Lage                                                | Beschreibung                                                                              | Bauzeit                         | Objekt-Nr. |
| ---------------------------- | ---------------------------- | --------------------------------------------------- | ----------------------------------------------------------------------------------------- | ------------------------------- | ---------- |
| Maria Immakulata             | Maria Immakulata             | Dammersbacher Straße LageFlur: 3, Flurstück: 27/13  | Vollplastik der Maria Immakulata                                                          | 1867, bezeichnet                | 37725 DDB  |
| Bild gesucht BW              | Heiliger Josef               | Dammersbacher Straße 3 LageFlur: 2, Flurstück: 28/5 | Standbild Heiliger Josef                                                                  | Um 1920                         | 37723 DDB  |
| Katholische Kirche St. Vitus | Katholische Kirche St. Vitus | Dammersbacher Straße 4 LageFlur: 3, Flurstück: 16/9 | Schlichter Rechteckbau mit Satteldach nach Plänen des Architekten Ludwig Ehrlich, Hünfeld | 1956                            | 37721 DDB  |
| Bildstock                    | Bildstock                    | Dammersbacher Straße 34 LageFlur: 4, Flurstück: 24  |                                                                                           | Mitte 19. Jahrhundert, vermutet | 37722 DDB  |
| Bild gesucht BW              | Friedhofskreuz               | Goldrain LageFlur: 1, Flurstück: 27/1               | Auf dem alten Friedhof befindliches Steinkruzifix                                         | 1866, bezeichnet                | 37726 DDB  |
| Wegekreuz                    | Wegekreuz                    | Kalter Hof LageFlur: 6, Flurstück: 38               | Steinkruzifix                                                                             | 1868, bezeichnet                | 37805 DDB  |
| Bild gesucht BW              | Fachwerkhaus                 | Liethring 1 LageFlur: 2, Flurstück: 7/2             | Zweistöckiges Fachwerkhaus in leichter Hanglage auf teilweise hohem Quadersockel          | Beginn 19. Jahrhundert          | 37724 DDB  |